# Lebyazhsky (huyện)
Huyện Lebyazhsky (tiếng Nga: Лебя́жский райо́н) là một huyện hành chính tự quản (raion), của Tỉnh Kirov, Nga. Huyện có diện tích 1361 kilômét vuông, dân số thời điểm ngày 1 tháng 1 năm 2000 là 11900 người. Trung tâm của huyện đóng ở Lebyazhie.